# Dinar tunisià
El dinar tunisià (àrab: دينار تونسي, dīnār tūnisī, o, simplement, دينار, dīnār) és la moneda de Tunísia. El codi ISO 4217 és TND i l'abreviació és DT (o, en àrab, د.ت). A diferència de la majoria de monedes, que tenen una subdivisió centesimal, el dinar tunisià se subdivideix en 1.000 mil·lims (en àrab مليم, millīm; pl. مليمات, millīmāt) o millièmes, segons la nomenclatura francesa utilitzada al país.
El dinar tunisià es va introduir el 1960 en substitució del franc francès, a raó d'un mil·lim per franc, és a dir, 1.000 francs per dinar. És emès pel Banc Central de Tunísia (en àrab البنك المركزي التونسي, al-Bank al-Markazī at-Tūnisī).
En circulen monedes de 5, 10, 20, 50 i 100 mil·lims, ½ dinar, 1 i 5 dinars, i bitllets de 5, 10, 20, 30 i 50 dinars. Les monedes d'1 i 2 mil·lims s'han retirat de la circulació.

## Taxes de canvi
- 1 EUR = 3,13220 TND (28 d'abril del 2020)
- 1 USD = 2,89314 TND (28 d'abril del 2020)